# بول باول
بول باول (بالإنجليزية: Paul Powell)‏ (و. 1881 – 1944 م) هو مخرج سينمائي، وكاتب سيناريو، وممثل، من الولايات المتحدة الأمريكية، ولد في بيوريا، إلينوي، توفي في باسادينا، كاليفورنيا، عن عمر يناهز 63 عاماً.

## التعليم
تعلم في جامعة برادلي.

## وصلات خارجية
- بول باول على موقع IMDb (الإنجليزية)
- بول باول على موقع ألو سيني (الفرنسية)
- بول باول على موقع أول موفي (الإنجليزية)
- بول باول على موقع قاعدة بيانات الأفلام السويدية (السويدية)
- بول باول على موقع قاعدة بيانات الفيلم (الإنجليزية)
- بول باول على موقع كينوبويسك (الروسية)